# 武者煎餅

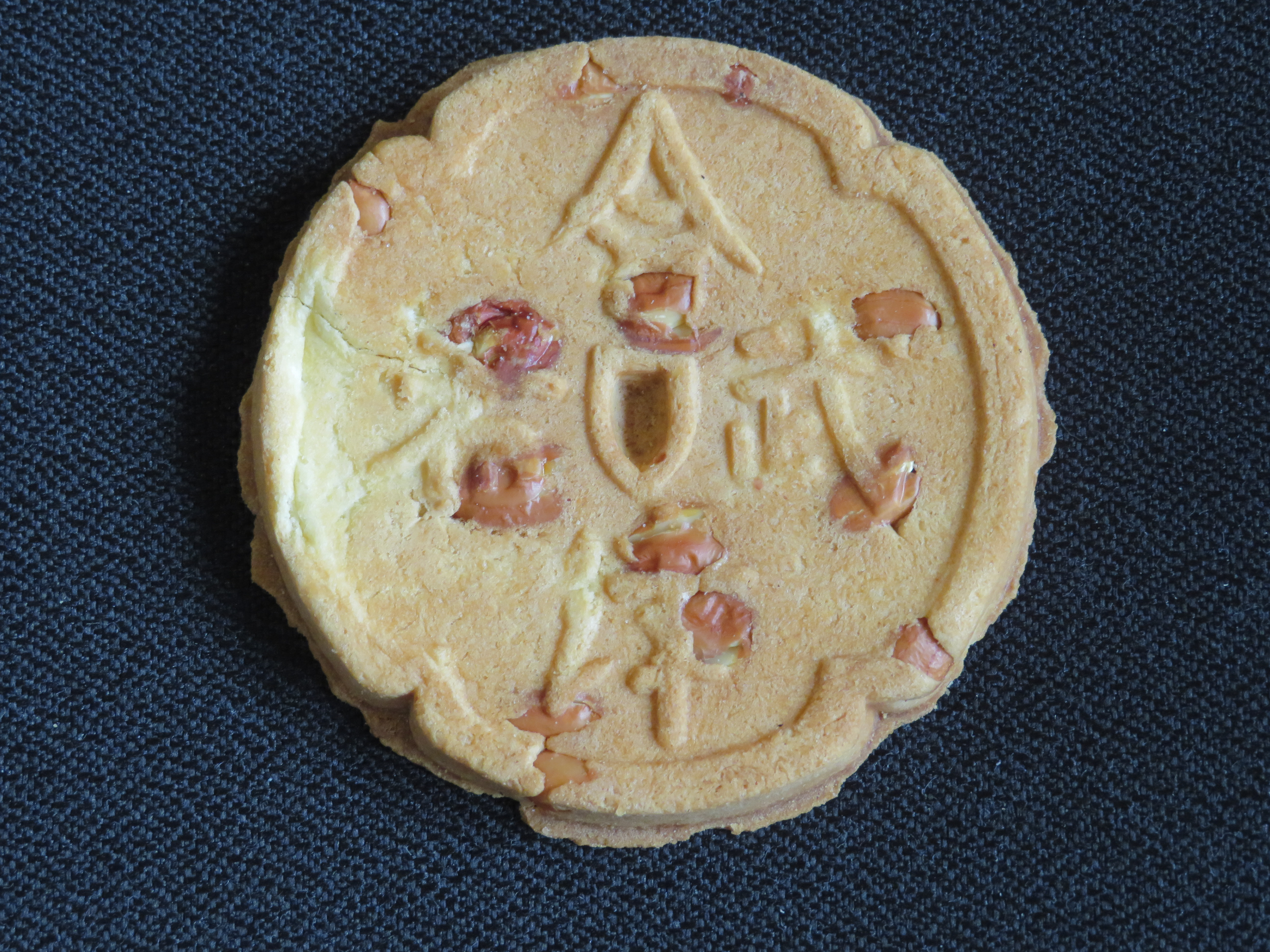
武者煎餅

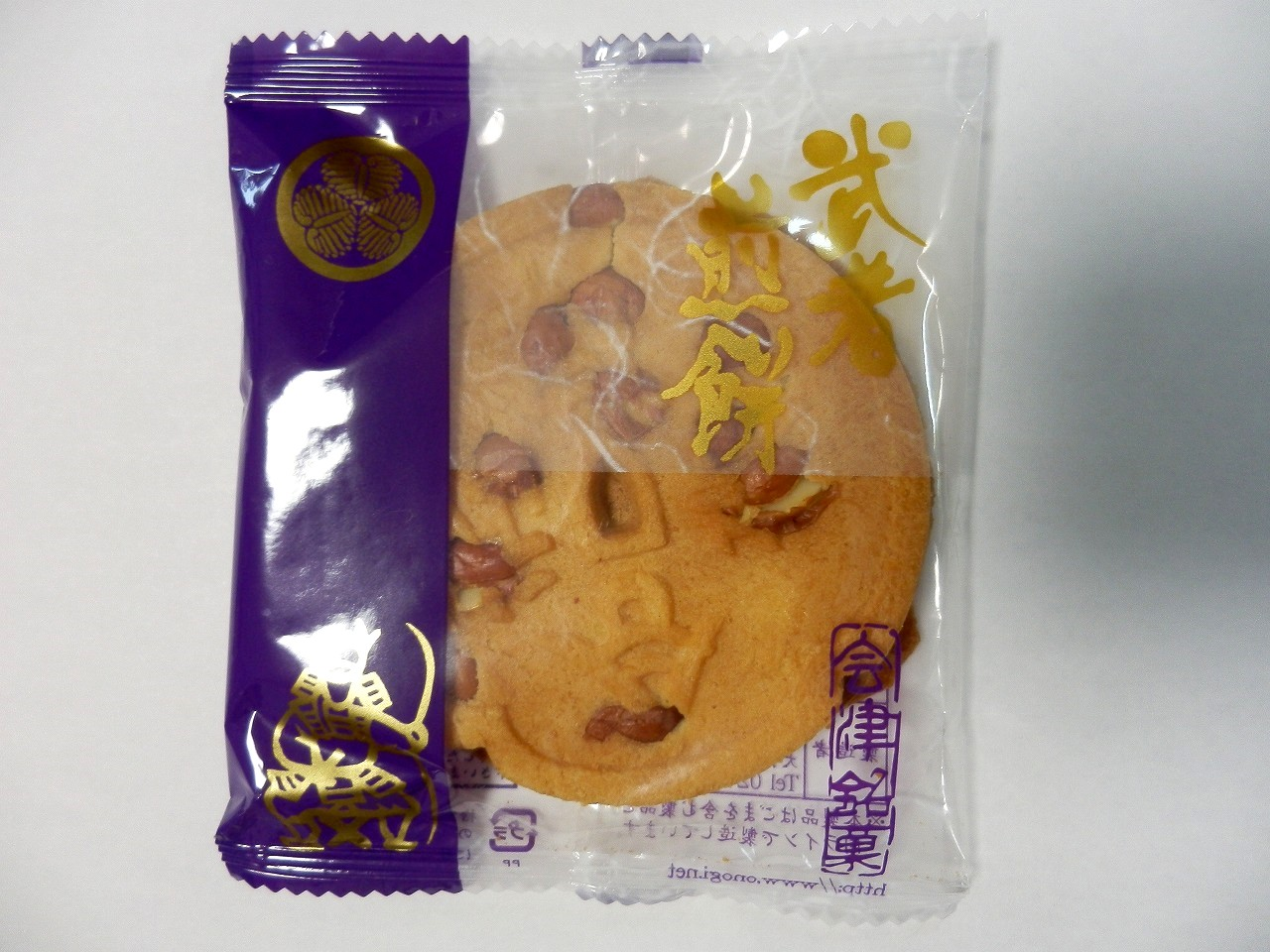
武者煎餅　包装

武者煎餅（むしゃせんべい）は、福島県会津若松市の菓子。

## 概要
ピーナッツを練り込んだクッキー生地を、刀の鍔の形に模って焼いた煎餅。
形状は南部煎餅にも似ているが、クッキー生地なので甘い。同じ福島の麦せんべいとも異なる甘みを持つ。

## 歴史
元々は大津伽という会社が製造していたが、同社が不況の影響で2001年に倒産した影響で、一時店頭から姿を消した。
だが復活を求める多くの声を受け、オノギ食品が販売権を取得し、復活を果たした。